# Кајак кану клуб „Врбас“
Кајак кану клуб „Врбас“ је спортски клуб из Бање Луке.

## Историјат
Основан je 1947. као Бродарско друштво „Врбас“. Окупљао је кајакаше и кануисте на мирним и дивљим водама, дајакаше и моделаре. Почео је да ради у скромним условима, али су из године у годину резултати бивали све значајнији. Чланови овог клуба постали су прваци СР БиХ и СФРЈ: Ђурђица Вујаковић је освојила бронзану медаљу на Свјетском првенству у Јајцу (1963); Златан Ибрахимбеговић проглашен је најбољим спортистом Босанске Крајине (1971) и учествовао је на [[Летње олимпијске игре 1972.|Олимпијским играма у Минхену] (1972); браћа Горан и Зоран Бабић први пут су извели покрет познат као „ескимотажа“ у кануу двосједу; Златко Радман и Горан Предић, са осталим бањолучким спортистима, освојили су друго мјесто у Играма без граница у Лондону (1979). Изузетне резултате постигли су и Марта Вучак, Исхак Салама и Теофик Хидић. Године 1993. сениорска и јуниорска екипа освојиле су прво мјесто у свим дисциплинама у којима су се такмичили. Године 2007. кајакаши и кануисти „Врбаса“ освојили су 82 медаље на престижним такмичењима. Својим резултатима издвојили су се: Игор Кузмановић, вишеструки сениорски првак СРЈ/СЦГ и вишеструки првак БиХ у кајаку једносједу, у дисциплинама спуст и слалом; Горан Пашић, вишеструки сениорски првак СРЈ/ СЦГ, вишеструки првак БиХ у кануу једносједу, у дисциплинама спуст и слалом, и најбољи спортиста Републике Српске (2005); Душан Мачкић, укупни побједник ECA (European Canoe Association – Европска кајакашка асоцијација) Европског купа за јуниоре и вицешампион у сениорској конкуренцији (2019); Дарко Савић, вишеструки првак БиХ у кајаку једносједу у свим кајакашким дисциплинама (спуст, слалом и мирне воде), финалиста ICF (International Canoe Federation – Свјетска кајакашка федерација) Свјетског првенства у кајаку и кануу на дивљим водама (2016) и један од првих десет такмичара на ICF ранг-листи (2016), као и многи други. У периоду 2011–2021, поред остварених такмичарских резултата, Кајак кану клуб „Врбас“ био је технички организатор више од десет званичних европских и свјетских такмичења на ријеци Врбас, по чему су Република Српска и Бања Лука постале препознатљиве у свијету.